# Spermacoce spiralis
Spermacoce spiralis är en måreväxtart som beskrevs av Nélida María Bacigalupo och Elsa Leonor Cabral. Spermacoce spiralis ingår i släktet Spermacoce och familjen måreväxter. Inga underarter finns listade i Catalogue of Life.